# 圣莱昂迪西雅克
圣莱昂迪西雅克（法語：Saint-Léon-d'Issigeac，法語發音：[sɛ̃ leɔ̃ disiʒak]，意为“伊西雅克的圣莱昂”）是法国多尔多涅省的一个市镇，位于该省南部，属于贝尔热拉克区。

## 地理
圣莱昂迪西雅克（44°43'12"N, 0°41'28"E）面积5.68 平方千米，位于法国新阿基坦大区多爾多涅省，该省份为法国西南部内陆省份，是法國本土面积第三大的省，大致对应佩里戈尔地区，北起顺时针与夏朗德省、上维埃纳省、科雷兹省、洛特省、洛特-加龙省、吉倫特省和滨海夏朗德省接壤。
与圣莱昂迪西雅克接壤的市镇（或旧市镇、城区）包括：巴尔杜、诺萨讷、佩里戈尔地区博蒙图瓦、福里耶、布瓦斯、圣萨比娜-博恩。

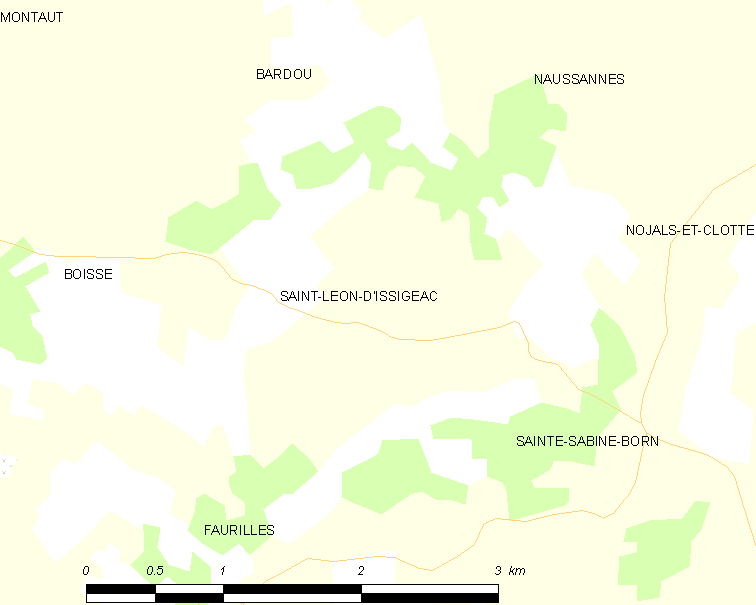
圣莱昂迪西雅克的OSM定位图

圣莱昂迪西雅克的时区为UTC+01:00、UTC+02:00（夏令时）。

## 行政
圣莱昂迪西雅克的邮政编码为24560，INSEE市镇编码为24441。

## 政治
圣莱昂迪西雅克所属的省级选区为南贝尔热拉库瓦县。

## 人口

1962-2008年间圣莱昂迪西雅克人口变化图示

圣莱昂迪西雅克于2022年1月1日时的人口数量为146人。